# Llista de monuments d'Algirós (València)
Monuments i béns immobles catalogats com a béns d'interés cultural (BIC) i béns immobles de rellevància local (BRL) del districte d'Algirós de València.

## Monuments d'interés local
| Monument               | Prot.? | Estil/època | Localització                  | Coordenades                                          | Codi?          | Imatge |
| ---------------------- | ------ | ----------- | ----------------------------- | ---------------------------------------------------- | -------------- | --- |
| Cementeri del Cabanyal | BRL    | 1843        | València Camí del Cabanyal 23 | 39° 28′ 34″ N, 0° 20′ 18″ O / 39.476111°N,0.338333°O | 46.15.250-E166 | Cementeri del Cabanyal (València) · Vegeu més fotos d'aquest monument · Carregueu una nova foto d'aquest monument |

## Espais etnològics d'interés local
| Monument                         | Prot.? | Estil/època | Localització                            | Coordenades                                          | Codi?          | Imatge |
| -------------------------------- | ------ | ----------- | --------------------------------------- | ---------------------------------------------------- | -------------- | --- |
| Ermita de Vera                   | BRL    | s.XVIII     | València Camí de l'Església de Vera     | 39° 29′ 07″ N, 0° 20′ 16″ O / 39.485416°N,0.337778°O | 46.15.250-E431 | Ermita de Vera (València) · Vegeu més fotos d'aquest monument · Carregueu una nova foto d'aquest monument |
| Molí de Vera i retaules ceràmics | BRL    | s.XVI       | València A la vora de la séquia de Vera | 39° 29′ 08″ N, 0° 20′ 16″ O / 39.485589°N,0.337794°O | 46.15.250-E20  | Molí de Vera (València) · Vegeu més fotos d'aquest monument · Carregueu una nova foto d'aquest monument   |